# Julia de Mérida
Con el nombre Julia, se conoce a la mártir emeritense que sufrió martirio junto con su compañera santa Eulalia en la antigua ciudad de Augusta Emerita, actual Mérida, el 10 de diciembre del año 304. En una pequeña cúpula del llamado "Hornito de Santa Eulalia" se guarda una imagen de santa Julia.
Una calle de Mérida lleva su nombre.